# Fehér Város

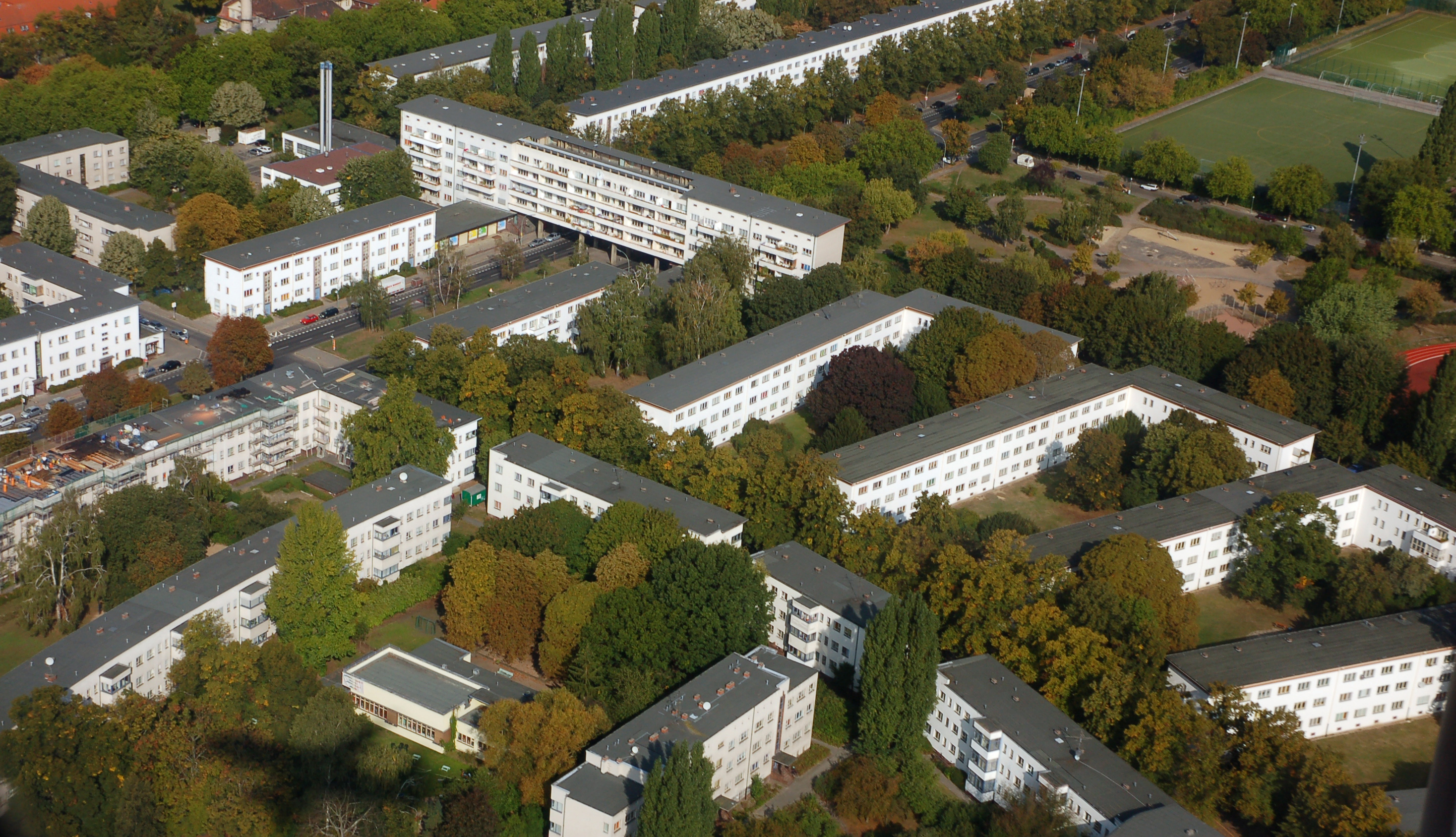
Madártávlatból a városrész

A „Fehér város“, más néven Schweizer negyed, egyike az 1921-es években Berlinben épült jellegzetes lakótelepeknek.

## A kezdetek
Reinickendorf kerület az első világháború után nagy kiterjedésű területek birtokosa lett, amelyeken lakó- és zöldterületek létesítését tervezték. A kerületi hivatal és az építészegyletek közös megoldást kerestek a lakásigények kielégítésére.
„Schiller-sétány“ (Schillerpromenade) néven a világháborút követően azonnal elkezdték egy lakónegyed tervezését, és 1931-ben ein az építészeti kiállításra egy végleges koncepciót terjesztettek elő ezzel a céllal. Közvetlenül a falu déli végénél létrehoztak egy utcát, amely főútvonalként zárja le a települést. Ez az út, a Schillerpromenade, mai nevén Aroser Allee, a környező úuthálózattal 1914-ben készült el. A város csupán 1928-ban engedélyezte a Schiller-sétány beépítésére vonatkozó programot, amelyet a hófehér vakolatok miatt az emberek „Fehér város“ néven kezdtek emlegetni. A „Schweizer negyed“ elnevezés szintén a lakóktól származik az egyik itteni utcanév nyomán.

## A tervezők
A Schiller-sétány létesítése Martin Wagner városi tanácsnok építész vezetésével történt, aki a Britz, a spandaui Siemensstadt és a zehlendorfi Tamás Bátya Kunyhója építésének is felelőse volt. Wagner, aki 1933-ban a nemzeti-szocialisták elől Törökországba emigrált, búcsúzásképp 1928-ban a 15 millió birodalmi márkát adott a programra. A városrendezési valamint a településfejlesztési terv Bruno Ahrends, Wilhelm Büning és Otto Rudolf Salvisberg építészek elé került, akiket Martin Wagner választott a városi tanács részére a modern városrendezési elképzeléseik előterjesztésére. Az utcatervezet az első világháború miatt nem valósulhatott meg, a leendő település területén legelők voltak. A kert- és zöldövezetek kialakításának megtervezésével és kivitelezésével a potsdami születésű Ludwig Lessert bízták meg, ő volt Németország első szabadúszó kertészmérnöke. Az ő munkája határozta meg Reinickendorf, Frohnau, Hermsdorf, Wittenau, Dahlem, Wannsee, Bad Saarow és ezek környékének városrendezési, valamint kertészeti kinézetét. 1919-ben őt nevezték ki a Német Kertépítő Társaság (Deutschen Gartenbau-Gesellschaft) elnökévé, és a rádió úttörőjeként is számontartják önálló műsora miatt.

## Megvalósítás
1929–1931 között az Aroser fasoron a Primus nevű birtokkezelő társaság az 1286 lakás 3-5 szintes különálló és sorházak nagyarányú építésébe kezdett. A 200 fő/hektáros népsűrűség viszonylag magas volt. Az átlagos lakásnagyság csupán 50 négyzetméter, azonban minden lakás rendelkezik fürdőszobával, WC-vel, erkéllyel és 98%-uk központi fűtéssel is.
Jellegzetes fehér ragyogásával a lakótelep az „Új tárgyilagosság“ azaz Neue Sachlichkeit építészeti stílust idézi. Jól megtervezett infrastruktúra jellemzi saját központi fűtést biztosító kazánnal, két közös használatú mosókonyha, óvoda, orvosház, gyógyszertár és 24 élelmiszerbolt. A lakótelephez tartozik egy közlekedési park gyerekeknek és felnőtteknek. Több infrastrukturális bővítést terveztek, ám ezek a húszas évek végén jelentkező világgazdasági válság áldozatául estek, így csak 1951-ben kezdték a Fehér várost bővíteni.
A legjellegzetesebb épületek közé tartozik az Aroser fasoron álló ötszintes „Hídház“ (Brückenhaus), amelyet Otto Rudolf Salvisberg tervezett. Nem utolsósorban emiatt a markáns épület miatt lett a Fehér város a modern építészet jelképe a Reinickendorfiak számára: a kerület régebben épült részén, Alt-Reinickendorfban álló modernizált parasztházakhoz, ipari üzemekhez, bérkaszárnyákhoz és a kereskedelmi központhoz tartozó lakóutcákhoz képest a Fehér város újdonságot jelent a városépítésben. Az egyik itteni játszótér Karl May író nevét viseli; a Genfer utcában pedig az 1891-ben alapított Reinickendorfi Rókák sportegyesület központja található.
A Fehér város 2008 júliusában „Berlin modern stílusú lakótelepei“ egyikeként az UNESCO világörökségi listájára került.

## Fordítás
- Ez a szócikk részben vagy egészben  a   Weiße Stadt  című német Wikipédia-szócikk ezen változatának fordításán alapul.  Az eredeti cikk szerkesztőit annak laptörténete sorolja fel. Ez a jelzés csupán a megfogalmazás eredetét és a szerzői jogokat jelzi, nem szolgál a cikkben szereplő információk forrásmegjelöléseként.

## Külső hivatkozások
- A Fehér város: „Reinickendorf kultúrtörténete, szabadfelhasználású tudás-adatbank“
- Az 1920-as évek berlini lakótelepei
- Reinickendorf, a Fehér város
- 2008-ban kerültek a világörökségi listára: Sechs Siedlungen der Berliner Moderne